# Mugar
Mugar est un groupe musical français, originaire du quartier de la Villette, à Paris. Leur style musical celto-berbère est né de la fusion de deux univers musicaux distincts : la musique celtique et la musique berbère.

## Histoire
Le groupe est formé en 1996 à l'occasion du festival Printemps celte dans la Grande halle de la Villette autour de flûtistes, un originaire de Bretagne et deux originaires d'Algérie : Youenn Le Berre, Michel Sikiotakis et Nasredine Dalil. Leur style musical est un mélange du répertoire traditionnel et de compositions originales. En 1998, ils sortent leur premier album Kabily-Touseg. En 1999, le groupe se produit sur les scènes françaises et en 1re partie de Takfarinas au festival de la Médina à Tunis, en Tunisie.
En 2000, le groupe participe au concert Talents 2000 au Midem à Cannes, à divers festivals dont les Escales à Saint-Nazaire, festival de Dranoutre, en Belgique, festival d'Hammamet, en Tunisie, et à un enregistrement live pour TV Breizh. En 2001, le groupe est invité sur le plateau de l'émission Vivement dimanche de Michel Drucker sur France 2. En 2002, les concerts s'enchainent en France dont le Festival de Confolens, en Algérie au festival Bledstock d'Alger puis une tournée en Tunisie. En 2003, le groupe joue au festival Celtic Nights (Pays-Bas) et aux Rencontres internationales de luthiers et maîtres sonneurs. En 2005, ils sortent leur deuxième album, Penn ar Bled, et jouent en concert au festival FOLIXA dans les Asturies. Le 15 juillet 2006, c'est sur la place Al Amal d'Agadir au Maroc qu'ils joueront pour le festival Timitar.
En 2016, Joanne McIver succède à Youenn Le Berre. Le premier concert avec Joanne McIver s'effectue le 4 novembre à Bobigny, en Seine-Saint-Denis. Le 23 mai 2019 concert à Paris pour la Fête de la Bretagne organisé par la Mission bretonne,
En 2023, ils jouent un concert au festival Le Son continu (ex-Rencontres internationales de luthiers et maîtres sonneurs).

## Membres
- Nasredine Dalil – flûte traversière, chant, bendir, karkabou
- Abdenour Djemaï – banjo
- Philippe Hunsinger : bouzouki et guitare
- Thérèse Henri – basse électrique
- El-Hadj Khalfa – T'bel, chœur, zorna
- Joanne McIver – flûte traversière, tin-whistle, cornemuses, chant
- Jean-Bernard Mondoloni – bodhrán, didjeridoo
- Sophie Bardou – violon
- Céline Rivaud – violon
- Michel Sikiotakis – flûte traversière en bois, tin-whistle, low-whistle, chœur, bombarde
- Youenn Le Berre – flûte traversière, cornemuse, tin-whistle, flûte basse, chant
- Lahouhari Bennadjadi – gumbrit, chœur

## Discographie
- 1998 : Kabily-Touseg[8]
- 2005 : Penn ar Bled[9]